# Sefer Alibajew
Sefer Enwirowycz Alibajew (ukr. Сефер Енверович Алібаєв, ros. Сефер Энвирович Алибаев, Siefier Enwirowicz Alibajew; ur. 5 maja 1968 w Namanganiu, Uzbecka SRR) – ukraiński piłkarz pochodzenia uzbeckiego, grający na pozycji obrońcy, agent piłkarski.

## Kariera piłkarska
Wychowanek DJuSSz Namangan. W wieku 15 lat szkółka została rozwiązana, a wtedy najlepszych młodych piłkarzy zaopiekował się Uzbecki Związek Piłki Nożnej. Występował w juniorskiej reprezentacji Uzbeckiej SRR. W 1988 rozpoczął karierę piłkarską w podstawowej jedenastce klubu Navbahor Namangan. Potem "odbywał" służbę wojskową w Dinamo Samarkanda, po czym powrócił do Navbahora Namangan. Na początku 1992 został zaproszony przez trenera Anatolija Zajajewa do Tawrii Symferopol. 7 marca 1992 roku debiutował w Wyszczej Lidze w meczu z Torpedem Zaporoże (2:0). Latem 1994 opuścił krymski klub i przeniósł się do Kreminia Krzemieńczuk. Na początku 1995 wyjechał do Rosji, gdzie bronił barw drużyny rezerw Urałmasza Jekaterynburg. W wieku 28 lat zakończył karierę piłkarską w uzbeckim Traktorze Taszkent.

## Kariera zawodowa
Po zakończeniu kariery piłkarskiej pracuje jako agent piłkarski.

## Sukcesy i odznaczenia

### Sukcesy klubowe
- mistrz Ukrainy: 1992
- finalista Pucharu Ukrainy: 1994

### Odznaczenia
- nagrodzony tytułem Mistrza Sportu Ukrainy: 1992